# 숀 블레이크모어
숀 블레이크모어(Sean Blakemore, 1967년 8월 10일 ~ )는 미국의 배우, 텔레비전 배우, 영화배우, 모델이다.
세인트루이스에서 태어났다.

## 방송
- 디비어스 메이드 시즌4
- CSI : 사이버 시즌2
- 제너럴 호스피털

## 영화
- 애드 아스트라 (2019년) - 윌리 레반트 역
- 스피닝 맨 (2018년) - 킬리안 역
- 피어 파일 (2015년)
- 스타트렉 다크니스 (2013년) - 클링곤 역
- 크런치 걸 (2011년)
- SGU 스타게이트 유니버스 (2009년)
- 인스퍼레이션 오브 버락 (2008년)
- 콜럼버스 데이 (2008년)
- 본즈 1 (2005년)
- 인투 더 웨스트 (2005년)
- 우먼 다우 아트 루지드 (2004년)
- 다머 (2002년)
- 키핑 잇 리얼 (2001년)
- 플레잉 위드 파이어 (2000년)
- 더 영 앤 더 레스트리스 (1973년)
- 우리 생애 나날들 (1965년)